# Philippe Durrieux
Philippe Henri Marie François Durrieux (Longpont-sur-Orge, 16 oktober 1907 - Parijs, 21 april 1914), graaf van Ravenstein, was een van de twee zonen van koning Leopold II van België en diens minnares, Blanche Delacroix.

## Biografie
Philippe werd geboren in het château Lormoy te Longpont-sur-Orge, gelegen in het departement Essonne op 16 oktober 1907 als tweede zoon van Blanche Delacroix en Leopold II. Doordat zijn ouders niet gehuwd waren, kreeg hij niet de titel van Prins van België. Desalniettemin verleende zijn biologische vader hem de dynastieke titel Graaf van Ravenstein. Dit werd vastgelegd in een Koninklijk Besluit dat echter nooit gepubliceerd werd en bijgevolg ook niet rechtsgeldig was. Zijn oudere broer, Lucien, kreeg de titel Hertog van Tervuren, die evenmin werd bekrachtigd.
Toen Blanche Delacroix zwanger was van Philippe, waren er geruchten dat niet Leopold, maar haar vroegere minnaar Antoine Durrieux, die ze voor Leopold had verlaten, de vader zou zijn. Durrieux dook in die tijd frequent op in Brussel. Philippe werd geboren met atrofie aan de linkerhand; juist die handicap was voor Leopold het bewijs dat hij de vader was. Tegenstanders van de koning spotten dat het jongetje een stompje heeft zoals de negers bij wie Leopold een hand heeft laten afhakken waarbij verwezen werd naar mishandelingen in de Kongo-Vrijstaat. Op alle foto's die van Philippe gemaakt werden, werd zijn linkerarm steevast verborgen gehouden.
Zijn moeder, Blanche Delacroix, erkende hem officieel als haar zoon op 17 december 1907 te Parijs, twee maanden na zijn geboorte. Nadat zijn moeder na de dood van koning Leopold op 17 december 1909 (her)trouwde met Antoine Durrieux, haar minnaar vóór haar affaire met de koning, kreeg hij op 18 augustus 1910 de achternaam van zijn stiefvader. Deze had hem acht dagen voor het huwelijk met zijn moeder erkend als zijn zoon tezamen met zijn broer. Hij was op dat moment twee jaar oud. De familienaam die Philippe hiervoor droeg was Delacroix, naar zijn moeder.

## Overlijden
Philippe overleed op 21 april 1914 in Parijs op 6-jarige leeftijd ten gevolge van tyfus. Hij werd begraven op Cimetière du Père-Lachaise te Parijs. Na haar overlijden werd zijn moeder in hetzelfde graf begraven. Het graf bevindt zich nog steeds op het kerkhof.

## Trivia
- In hun jonge jaren zouden Lucien en Philippe Durrieux hun vader, Leopold II, Colas genoemd hebben, daar hij op Sinterklaas (Saint-Nicolas) leek door zijn baard.